# Хаминичи
Хамини́чи (бел. Хамяні́чы) — деревня в составе Рудковщинского сельсовета Горецкого района Могилёвской области Республики Беларусь.

## История
Упоминается в 1650 году как деревня Хоминичи в Козловичском войтовстве Шкловского графства в Оршанском повете Великого Княжества Литовского.

## Население
- 1999 год — 303 человека
- 2010 год — 203 человека